# مايك جونز (لاعب كرة سلة مواليد 1967)
مايك جونز (بالإنجليزية: Mike Jones)‏ مواليد 10 فبراير 1967 في كولومبوس، هو لاعب كرة سلة أمريكي سابق. بدأ مسيرته الاحترافية في سنة 1988. تم اختياره من قبل فريق ميلووكي باكز خلال الدرافت. يبلغ طوله 6 قدم 7 بوصة (2.0 م). اعتزل اللعب في 2006.

## المسيرة الاحترافية
لعب مع نادي أريس لكرة السلة في موسم 1989-1990، ثم لعب مع نادي برشلونة لكرة السلة في الدوري الإسباني في موسم 1992–1993، ثم لعب مع شوليه باسكت في الدوري الفرنسي في موسم 1993–1994، ثم لعب مع سي بي مورسيا في الدوري الإسباني في سنة 1996.

## روابط خارجية
- مايك جونز على موقع الاتحاد الدولي لكرة السلة (الإنجليزية)
- مايك جونز على موقع سبورتس رفرنس (الإنجليزية)
- مايك جونز على موقع الدوري الإسباني لكرة السلة (الإسبانية)
- مايك جونز على موقع كرة السلة الأوروبية.كوم (الإنجليزية)
- مايك جونز على موقع كلية كرة السلة في سبورتس رفرنس.كوم (الإنجليزية)
- مايك جونز على موقع ريلجم (الإنجليزية)
- مايك جونز على موقع بروبوليرز (الإنجليزية)
- مايك جونز على موقع سبورتس رفرنس (الإنجليزية)